# Rakowice Małe
 Rakowice Małe (Duits: Klein-Rackwitz) is een dorp in het Poolse woiwodschap Neder-Silezië.

## Bestuurlijke indeling
Vanaf 1975 tot aan de grote bestuurlijke herindeling van Polen in 1998 viel het dorp bestuurlijk onder woiwodschap Jelenia Góra, vanaf 1998 valt het onder woiwodschap Neder-Silezië, in het district Lwówecki. Het maakt deel uit van de gemeente Lwówek Śląski en ligt op 5 km ten noordwesten van Lwówek Śląski,  en 105 km ten westen van de provinciehoofdstad (woiwodschap) Wrocław

## Geschiedenis
In de jaren 1880 van de 19e eeuw werd er in Rakowice Małe een steengroeve geëxploiteerd waarbij zandsteen werd gedolven voor de bouw van het Rijksdaggebouw in Berlijn. Na de Tweede Wereldoorlog werd het gebied onder Pools bestuur geplaatst en etnisch gezuiverd volgens de naoorlogse Conferentie van Potsdam. De Duitse bevolking werd verdreven en vervangen door Polen.